# چنکارد

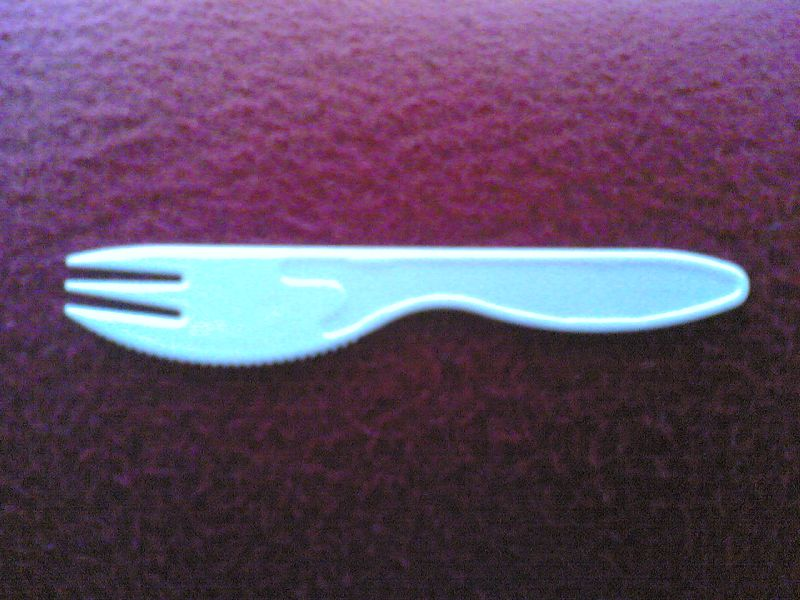
یک چنکارد پلاستیکی

چنکارد نام وسیله‌ای است که قابلیت برش چاقو و شکل چنگال را به صورت مشترک در خود دارد. نام چنکارد یک تک‌واژ چندوجهی متشکل از بخش اول چنگال و کارد است. معمولاً یک یا هر دو سوی لبه چنگال به صورتی شکل داده و تیز می‌شود که کاربری چاقو را نیز ایجاد کند. یکی از فواید چنکارد آسان کردن غذا خوردن برای افرادی که تنها یک دست دارند است.